# Przesięk
Przesięk (łac. transsudatum) – płyn przedostający się poza układ naczyń przy prawidłowej budowie ich ściany. Typowo jest to płyn zawierający około 2,5% białek z przewagą albumin, nie zawierający enzymów o gęstości około 1,012, przejrzysty, koloru jasnożółtego do bursztynowego. Przedostaje się do jam ciała i tkanki łącznej w wyniku spadku ciśnienia onkotycznego lub osmotycznego krwi lub wzrostu ciśnienia hydrostatycznego w naczyniach włosowatych. Może być różnicowany z wysiękiem na podstawie stężenia dehydrogenazy mleczanowej, lub stężenia białka.